# Borgerhout
Borgerhout – dzielnica (district) Antwerpii, w północnej Belgii, w Regionie Flamandzkim, w prowincji Antwerpia, w okręgu Antwerpia. Do 31 grudnia 1982 samodzielna gmina (gemeente). Jest pod względem powierzchni najmniejszą dzielnicą miasta.

## Demografia
| Rok                | 1900   | 1930   | 1970   | 1980   | 1982   | 2003   | 2006   | 2007   | 2013   | 2020   |
| ------------------ | ------ | ------ | ------ | ------ | ------ | ------ | ------ | ------ | ------ | ------ |
| Liczba mieszkańców | 37.693 | 56.054 | 49.002 | 44.389 | 43.302 | 40.453 | 41.779 | 42.405 | 45.948 | 45.998 |